# Aulacocyclus edentulus
Aulacocyclus edentulus es una especie de coleóptero de la familia Passalidae.

## Distribución geográfica
Habita en Australia.